# پاینز پوینت (ایلینوی)
پاینز پوینت (به انگلیسی: Paynes Point) یک منطقهٔ مسکونی در ایالات متحده آمریکا است که در ایلینوی واقع شده‌است. پاینز پوینت  ۲۷۴٫۹۳ متر بالاتر از سطح دریا واقع شده‌است.